# Рок-Айленд (Иллинойс)
Рок-А́йленд (англ. Rock Island) — город в США, штат Иллинойс, окружной центр округа Рок-Айленд. По данным переписи 2010 года численность населения города составила 39018 человек.
Рок-Айленд находится в 280 км западней Чикаго на реке Миссисипи и является одним из четырёх слившихся городов (Quad Cities), вместе с Давенпортом, Молином и Ист-Молином. В городе расположен Рок-Айлендский арсенал — крупнейший государственный арсенал в США, производящий оружие. На этом предприятии трудятся более 6 тыс. гражданских и служат около 250 военных. Название города произошло от расположенного здесь острова Рок, крупнейшего на Миссисипи, его нынешнее название Арсенал.

## География
Рок-Айленд расположен в 280 км к западу от Чикаго и примерно посередине между Миннеаполисом и Сент-Луисом (41°29′21″ с. ш. 90°34′23″ з. д.). Высота над уровнем моря около 176 м.
По данным Бюро переписи населения США общая площадь города оценивается в 44 км², из которых 3,1 км² (7,11 %) составляет водная поверхность.

## Демография
По данным переписи населения 2000 года, общая численность населения составляла 39684 человек. Зарегистрировано 16929 домовладений и 9543 семей. По данным переписи 2010 года население снизилось до 39018 человек.
Распределение населения по расовому признаку:
- белые — 77,5 %
- афроамериканцы — 18,2 %
- азиаты — 1,5 %
- латиноамериканцы — 8,8 %
- другие расы — 2,41 % и др.

В 2000 году насчитывалось 16148 домовладений, из них в 26,4 % имели детей в возрасте до 18 лет, которые жили вместе с родителями, 41,2 % — супружеские пары, живущие вместе, 14,2 % — матери-одиночки, а в 40,9 % не имели семьи. 34,5 % всех домовладений состоят из отдельных лиц и 14,3 % из одиноких людей в возрасте 65 лет и старше. Средний размер домовладения 2,31 человек, а средний размер семьи — 2,97.
Распределение населения по возрасту:
- до 18 лет — 23,0 %
- от 18 до 24 лет — 13,1 %
- от 25 до 44 лет — 25,7 %
- от 45 до 64 лет — 21,9 %
- от 65 лет — 16,3 %

Средний возраст составил 36 лет. На каждые 100 женщин приходилось 89,5 мужчин. На каждые 100 женщин возрастом 18 лет и старше — 86,1 мужчин.
Годовой доход на домовладение составил в среднем $ 43 558, на семью — $ 45 127. Доход на душу населения — $ 19202. Средний доход мужчин — $ 32 815, женщин — $ 23 378.

## История

### Основание и рост города

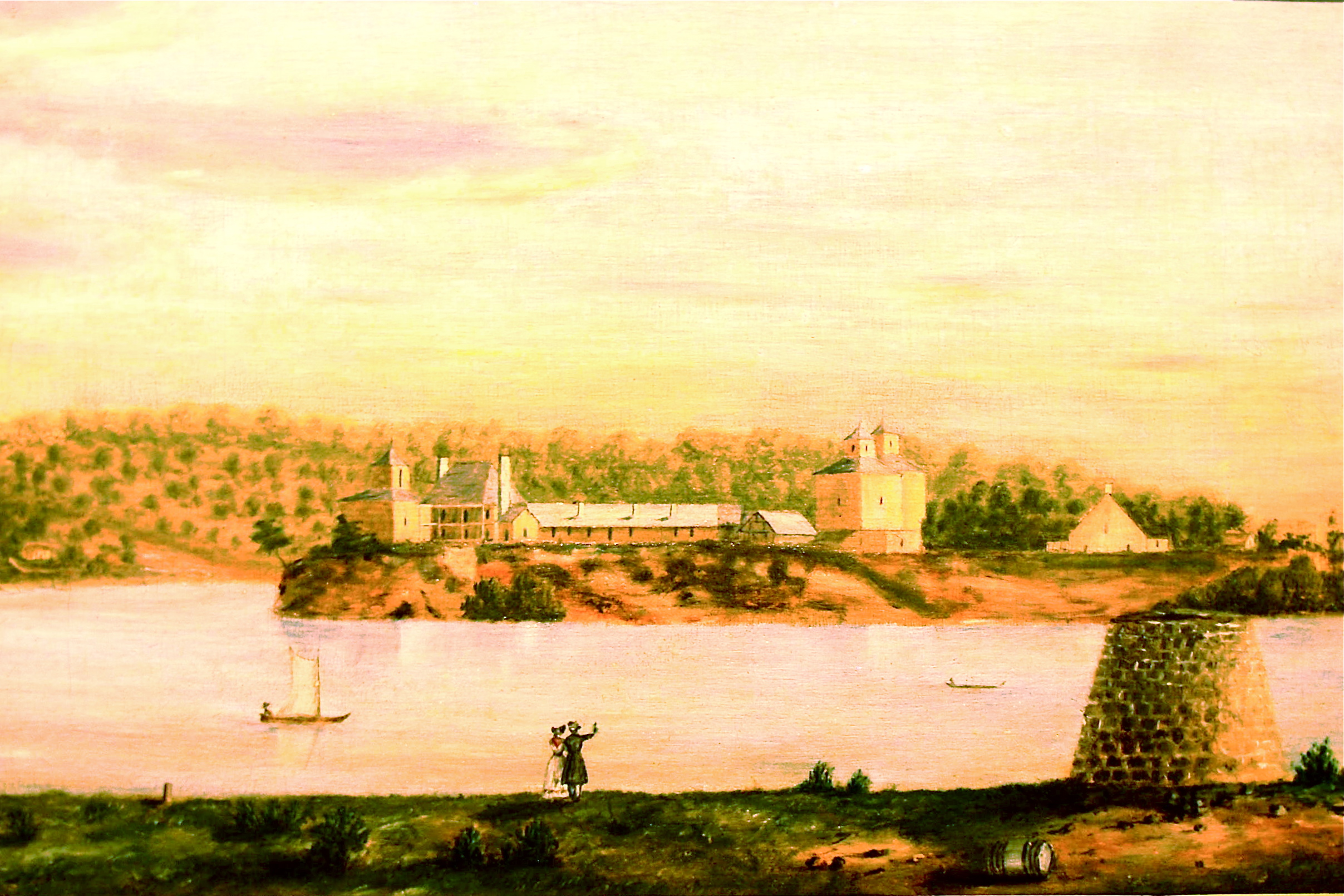
Форт Армстронг (1839)

До прихода на эти земли белых поселенцев, здесь проживали индейцы племени саук, в том числе и вождь Чёрный Ястреб. Американской армией, освобождавшей верховья реки Миссисипи, был основан форт Армстронг, который позже стал частью Рок-Айленда. Форт служил в качестве торгового поста и военной базы, привлекая сюда всё больше белых поселенцев, что в итоге привело к миграции племён саук и фокс на запад. Благодаря стратегическому положению форта, находящегося в мелководье Миссисипи, сюда был обеспечен удобный доступ речных судов. За счёт этого маленький городок напротив форта в течение нескольких лет стал процветающим и быстрорастущим городом с населением в несколько сотен семей. 10 июля 1835 года город официально зарегистрирован под названием Стивенсон. В 1841 году переименован в Рок-Айленд.

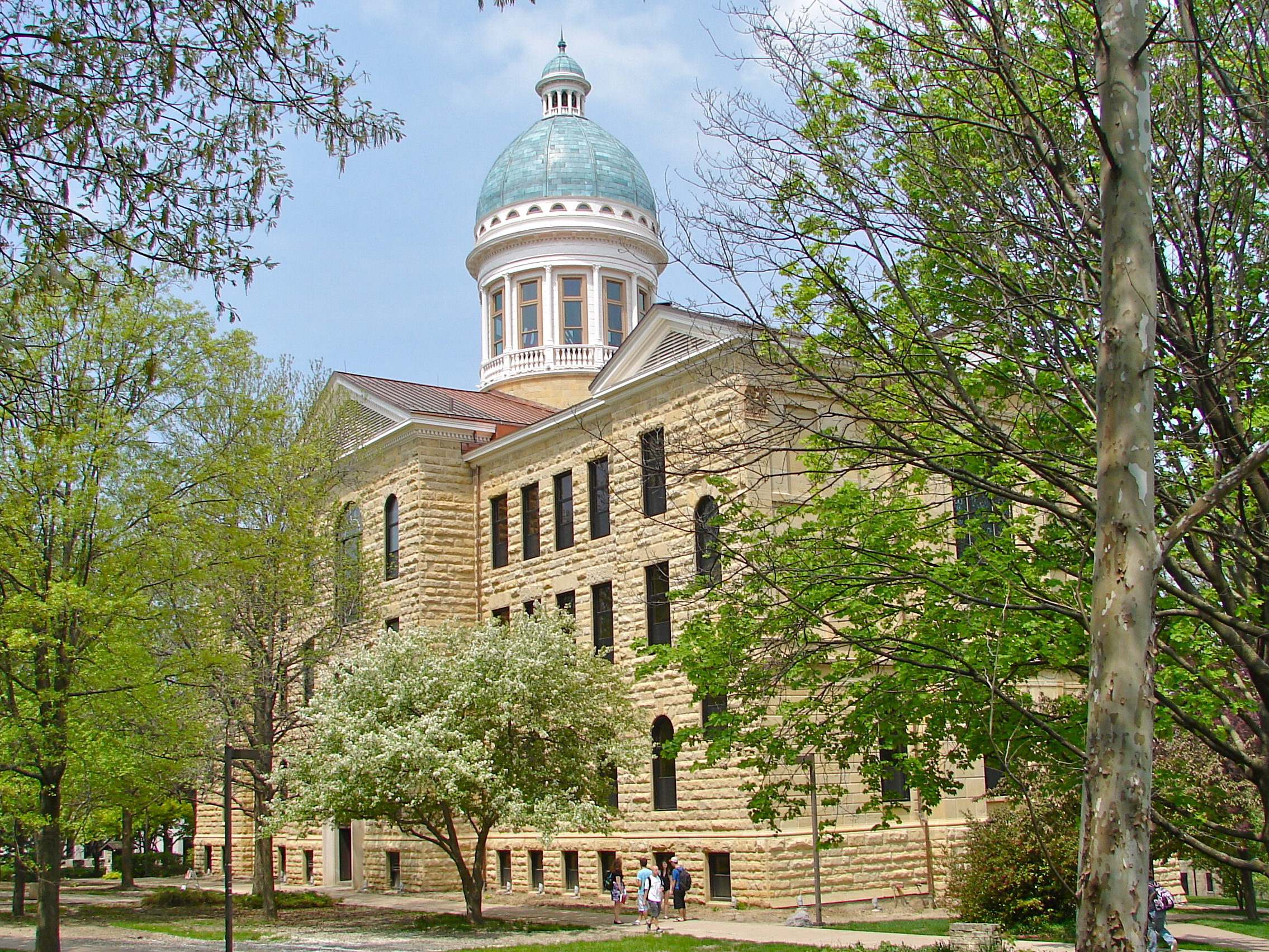
Старое здание колледжа Августана постройки 1884—1893 годов

В 1856 году компания Chicago and Rock Island Railroad завершила строительство первого железнодорожного моста через реку Миссисипи. Железная дорога принесла новые отрасли экономике Рок-Айленда: лесозаготовительную, производство гончарных изделий и сельскохозяйственных орудий, железнодорожные перевозки.
В 1875 году в Рок-Айленд переехал колледж Августана, основанный шведскими иммигрантами, которые оказали дальнейшее влияние на развитие сообщества. В последующие годы колледж вырос из одного универсального здания до обширного кампуса со множеством построек, где ныне проживают около 2500 студентов. Кроме шведов, в городе также многочисленны немецкая, ирландская, еврейская общины и афроамериканцы.
Созданная в XIX веке ассоциация граждан за совершенствование города включала более 100 влиятельных бизнесменов, которые оказывали давление на городской совет, с целью добиться прокладки дорог и тротуаров, сноса ветхих зданий и улучшения внешнего облика города. Их инициатива привела к тому, что городские улицы были вымощены кирпичом, а также появилась должность комиссара городских парков. С тех пор красивые и живописные парки являются предметом гордости жителей Рок-Айленда. В начале XX века расширение трамвайной линии открыло доступ к освоению огромных участков земли, переданных под застройку.

### Мировые войны и послевоенное время

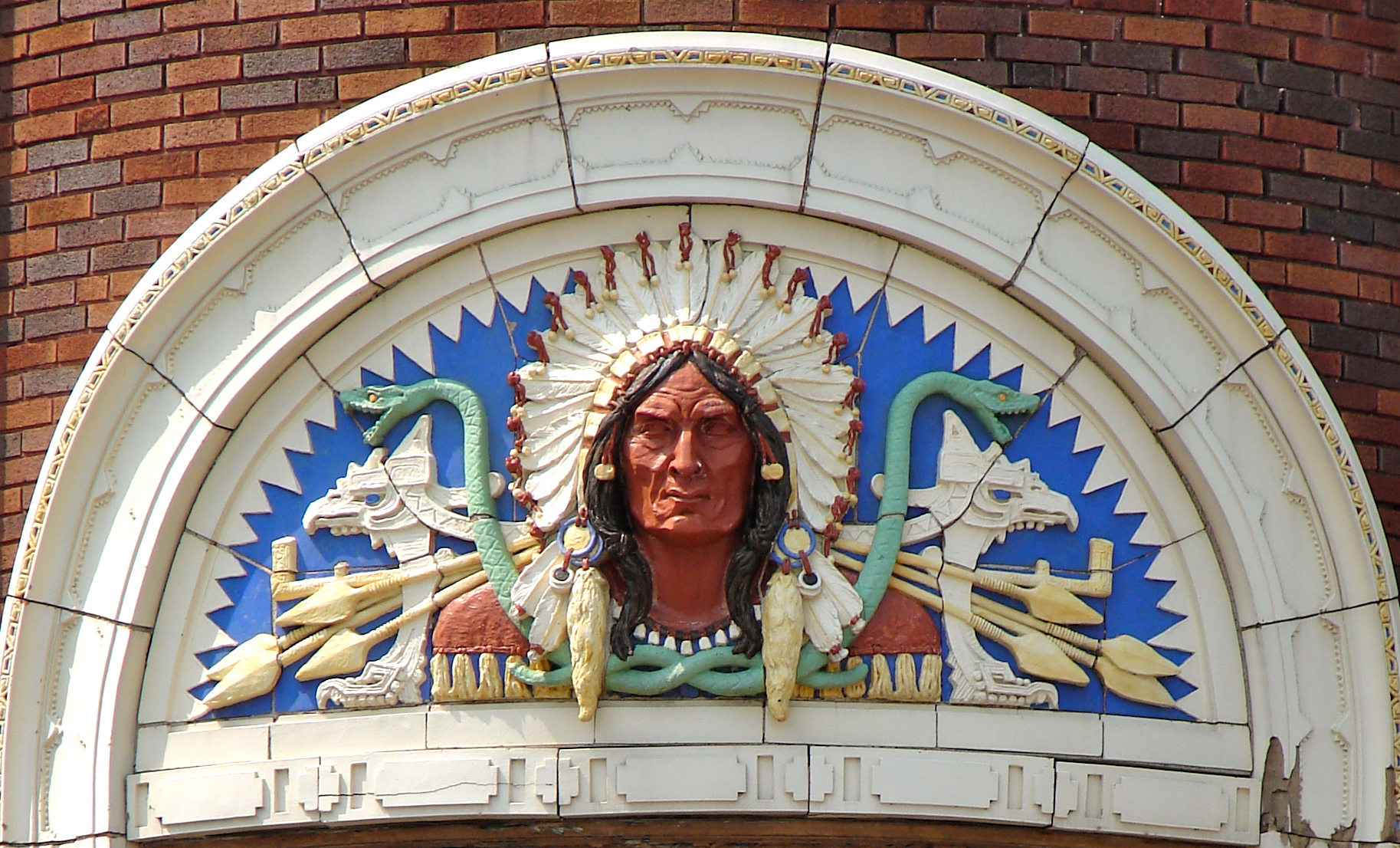
Тимпан театра «Форт Армстронг»

Первая и вторая мировые войны имели значительное влияние на город. Многие его жители трудились на арсенале и других предприятиях, производящих военную технику. Однако, несмотря на замедление или остановку жилищного строительства во многих сообществах страны в период войн, Рок-Айленд продолжает быстро развиваться и получает специальное разрешение от правительства на строительство жилья, с целью избежать дефицита. Город уникален наличием сотен домов постройки 1918, 1942—1944 годов.
В 1950-х и 1960-х годах создан ряд учреждений, роль которых в жизни города остаётся заметной и по сей день. В 1954 году город даже был награждён премией «All-America City Award» (с англ. — «Всеамериканский город») присуждаемой Национальной гражданской лигой, которую неофициально называют «Нобелевской премией за конструктивное гражданство» и которая выдается за активную гражданскую позицию жителей некорпоративных сообществ Соединённых Штатов в жизни местного самоуправления. 
Дон Вутен основал Гильдию Genesius в 1956 году и свободный классический летний театр в Парке Линкольна. 
Последствия наводнения 1965 года, когда уровень воды в реке Миссисипи поднялся выше критической отметки и продержался целый месяц, привели к строительству плотины, завершившемуся в 1973 году. Дамба навсегда изменила облик Рок-Айленда, город был защищён, но доступ к реке ограничен до парка Швиберт-Риверфронт.

### Экономические спад

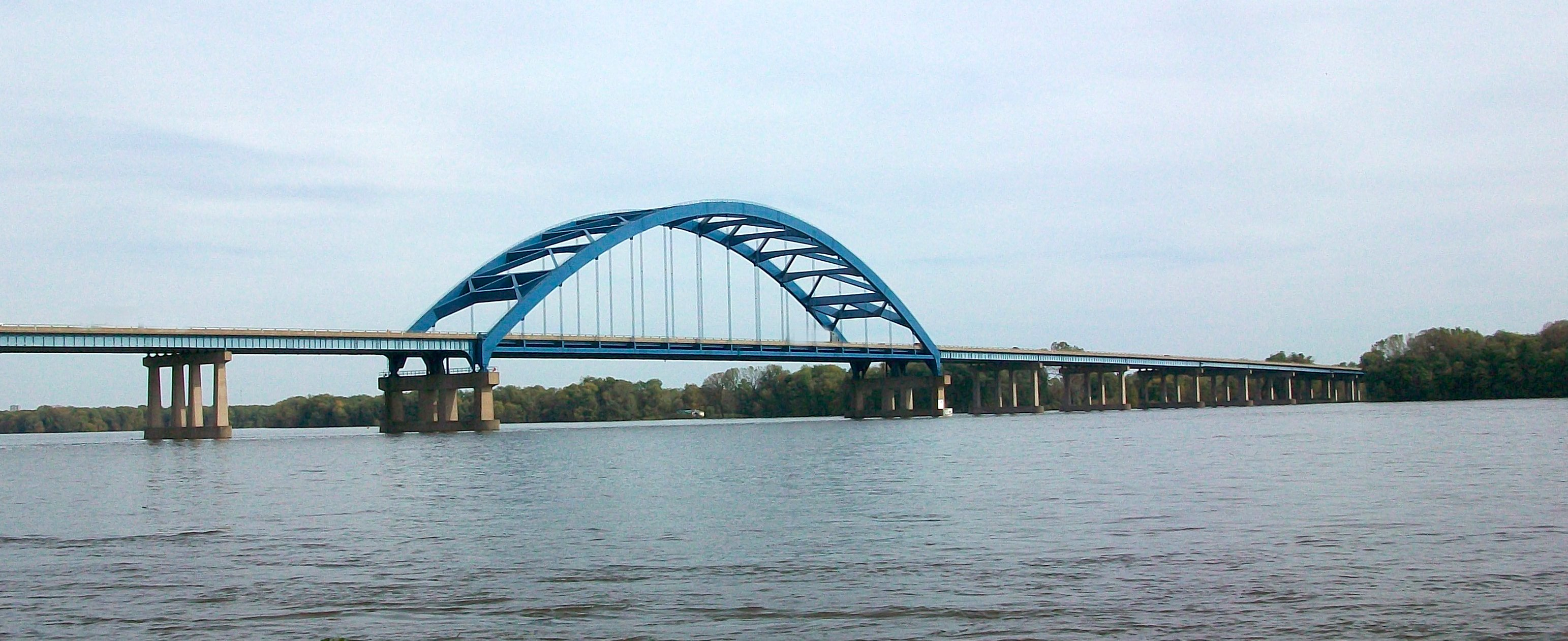
Мост на шоссе I-280, соединяющий Рок-Айленд и Давенпорт

В 1970-х годах экономика Род-Айленда переживала тяжёлые времена и город пришёл в упадок. Старейший из четырёх городов, он испытывал серьёзные трудности с содержанием ветхого жилищного фонда. Негативно сказывался высокий процент численности представителей национальных меньшинств, которым было очень трудно получить хорошую работу, а также отток инвестиций. Городской совет пытался решить эти проблемы: запрашивалась помощь федерального правительства, велась разработка модели развития города, предпринимались шаги в строительстве социального жилья и реконструкции ветхих строений, однако добиться значительных успехов не удалось.
Экономический спад 1980-х годов в США ещё более усугубил положение города и окрестностей, приведя к сокращению капиталовложений и бизнес сообщества, а также массовому сокращению рабочих мест. Так, производители фермерских орудий были вынуждены полностью закрыться. Население Рок-Айленда стало стремительно снижаться с 51863 в 1960 году до 39684 в 2000 году.

### Современный период
В 1990-х годах в Рок-Айленде создан район искусства и развлечений, а вскоре началось и возрождение культурной жизни в центральной части города. Десятки тысяч людей сходятся в Great River Plaza для многочисленных фестивалей, мероприятий и вкусной еды каждое лето.

## Экономика

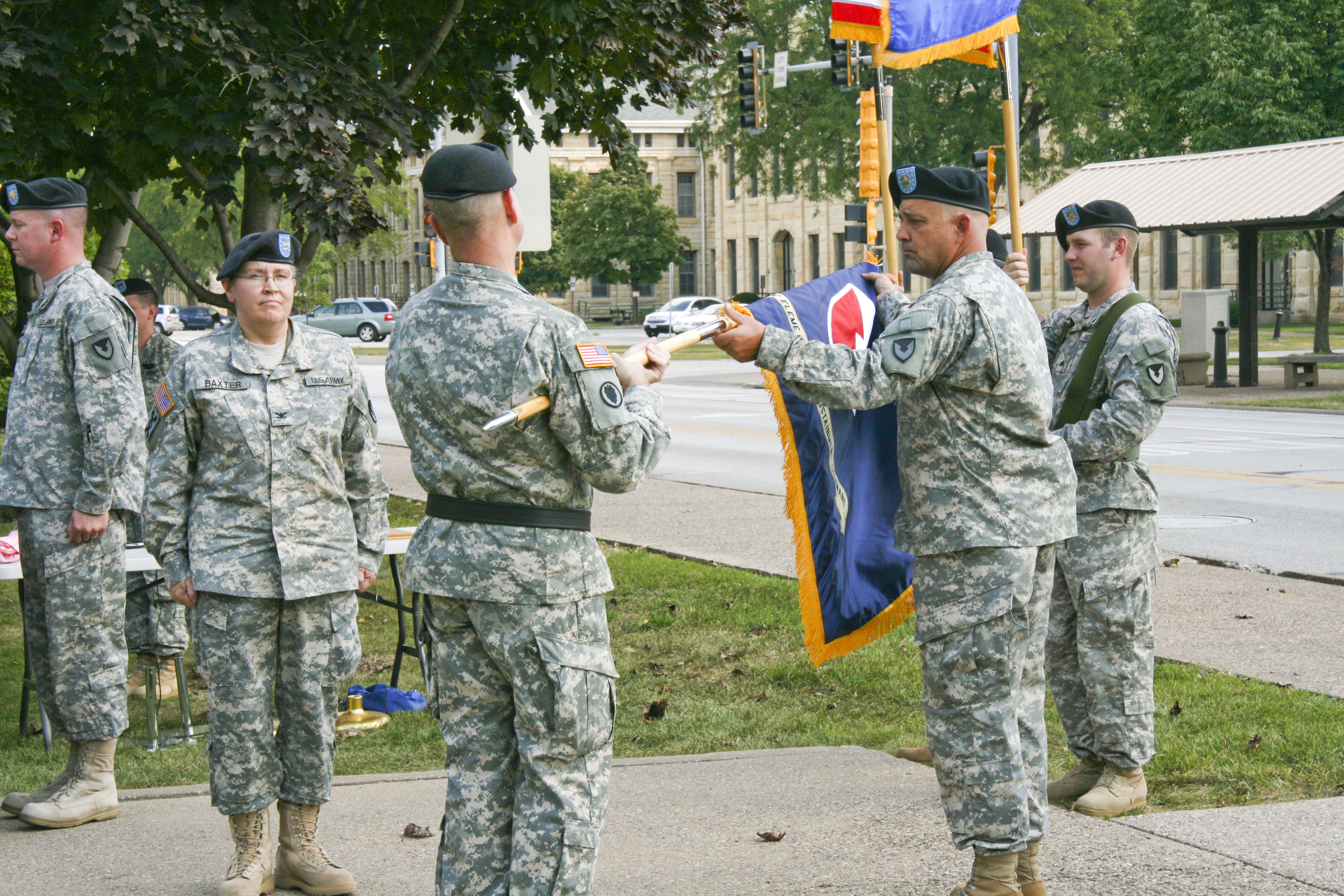
Американские военные на
Рок-Айлендском арсенале

Согласно ежегодному финансовому отчёту, крупнейшими работодателями в 2011 году стали:
| № | Работодатель                      | Сотрудников |
| - | --------------------------------- | ----------- |
| 1 | Рок-Айлендский арсенал            | 7250        |
| 2 | Trinity Regional Health System    | 1500        |
| 3 | Школьный округ 41 Рок-Айлен—Милан | 900         |
| 4 | Округ Рок-Айленд                  | 510         |
| 5 | Колледж Августана                 | 500         |
| 6 | Jumer’s Casino & Hotel            | 450         |
| 6 | Performance Food Group            | 450         |
| 7 | Modern Woodmen of America         | 440         |
| 7 | YRC                               | 440         |
| 8 | Honeywell                         | 330         |
| 9 | Dohrn Transfer Company            | 300         |

## Город в массовой культуре
- В 1936 году Маргарет Митчелл написала роман «Унесённые ветром», в котором один из главных героев Эшли Уилкс был заключён в тюрьму на острове Арсенал.
- В мюзикле The Music Man[англ.] железнодорожный поезд носит название «Rock Island».
- Рок-Айленд — один из маркеров в проекте «Project X» в романе Айн Рэнд «Атлант расправил плечи».
- Рок-Айленд несколько раз упоминается в романе Джека Керуака «В дороге».
- The Blues Brothers из Рок-Айленда[10].
- В фильме «Роковая восьмёрка» (1996) Джон, которого играет Д. Рейли, говорит, что он остаётся в Рок-Айленде, Иллинойс.
- Часть фильма «Проклятый путь» (2002) происходит в Рок-Айленде. Фильм основан на графическом романе 1998 года, который в свою очередь основан на жизни гангстера Джона Луни из Рок-Айленда.
- В фильме «Любимцы Америки» Ларри Кинг отвечает на звонок зрителя из Рок-Айленда.

## Известные жители и уроженцы
- Джун Хэвер — американская актриса, звезда мюзиклов студии 20th Century Fox в 1940-х годах.
- Lissie — американская певица, исполняющая музыку в стиле фолк.
- Луиза Майснер Натансон — американская пианистка.
- Эдди Альберт — американский актёр, известен, в основном, по американским сериалам и ролям второго плана.
- Сьюзен Макдоналд — американская арфистка и музыкальный педагог.
- Мэдисон Киз — американская профессиональная теннисистка.